# Rubus geoides
Rubus geoides Sm. è una pianta appartenente alla famiglia Rosaceae originaria del Sud America.

## Descrizione
È una pianta strisciante, perenne. Il suo stelo non è particolarmente resistente, mentre le foglie sono dotate di una peluria, ovate e con il bordo seghettato. La loro larghezza è di circa 1–2 cm, mentre la lunghezza è intorno a 0,8-2,5 cm. Le stipole sono membranose. I fiori sono bianchi o rosa pallidi. I frutti sono rossi, commestibili.

## Distribuzione e habitat
La specie è diffusa in Argentina e Cile, e nelle Isole Falkland.
Predilige i luoghi umidi, ombreggiati, fino a 1800 m.